# Swartzia cardiosperma
Swartzia cardiosperma är en ärtväxtart som beskrevs av George Bentham. Swartzia cardiosperma ingår i släktet Swartzia och familjen ärtväxter. Inga underarter finns listade i Catalogue of Life.